# Energiekonzepte Deutschland
Die Energiekonzepte Deutschland GmbH (Eigenbezeichnung: EKD) ist ein deutsches Unternehmen, das Solaranlagen, Energiespeicher sowie zugehörige Energielösungen (Wallboxen, Netzersatzversorgung) inklusive Planungs- und Installationsleistungen anbietet.

## Geschichte
EKD wurde im Jahr 2018 in Leipzig vom heutigen Gesellschafter Mathias Hammer gegründet, der zuvor bereits SENEC, einen Hersteller von Stromspeichern, gegründet hatte.
Für die Wachstumsziele des Unternehmens sicherte sich EKD im Dezember 2022 von der in London ansässigen Investmentgesellschaft Pemberton Asset Management eine Finanzierungszusage im dreistelligen Millionenbereich. Der Umsatz im Jahr 2022 wurde auf circa 260 Mio. Euro veranschlagt, für 2023 wird ein Umsatz von rund 500 Mio. Euro genannt.
Im Mai 2024 zählte sich EKD mit 32.000 verbauten Solaranlagen zu den führenden deutschen Unternehmen im Bereich der erneuerbaren Energien. Zurzeit beschäftigt das Unternehmen am Firmenstandort Leipzig rund 400 Mitarbeiter sowie deutschlandweit rund 2.300 Handelsvertreter und 70 Montagepartnerfirmen.
Anfang 2023 wurde das Unternehmen laut Presseberichten für einen möglichen Verkauf vorbereitet, wobei über einen Verkaufswert von mehr als zwei Milliarden Euro spekuliert wurde. Ende 2024 wurde die Übernahme durch Pemberton Asset Management bekanntgegeben. Ein Kaufpreis wurde nicht genannt.
Für 2024 gilt EKD als drittgrößtes Solar-Unternehmen in Europa im Endkundensegment.

## Geschäftstätigkeit
EKD vertreibt und installiert deutschlandweit Solaranlagen und Stromspeicher sowie zugehörige Komponenten wie Wallboxen und Netzersatzversorgungssysteme für Privathaushalte, Gewerbebetriebe und öffentliche Einrichtungen. Der Vertrieb umfasst neben der Technik auch die Beratung, Planung, Projektierung und die Installation der Energiesysteme in einem Komplettpaket. Für die Installation unterhält EKD Partnerverträge mit Handwerkern und Montagefirmen.

## Sonstiges
EKD  ist offizieller Partner des Fußball-Bundesligisten RB Leipzig.
EKD-Gründer Mathias Hammer wurde 2023 für die Auszeichnung „Sachsens Unternehmer des Jahres“ nominiert.
Das Arbeitgeber-Bewertungsportal Kununu führt EKD unter den Top 3 Arbeitgebern in Leipzig auf.